# Bischleben-Stedten
Bischleben-Stedten, Erfurt-Bischleben-Stedten – dzielnica miasta Erfurt w Niemczech, w kraju związkowym Turyngia.